# Sergio Carrasco
Sergio Carrasco García (Puerto Serrano, 17 februari 1985) is een Spaans wielrenner die anno 2012 uitkomt voor Andalucía. Hij heeft nog geen professionele overwinningen behaald.

## Grote rondes
| Jaar | Ronde van Italië | Ronde van Frankrijk | Ronde van Spanje |
| ---- | ---------------- | ------------------- | ---------------- |
| 2009 |                  |                     |                  |
| 2010 |                  |                     | 93e              |
| 2011 |                  |                     |                  |
| 2012 |                  |                     | 94e              |